# Зарудчи
Зару́дчи (укр. Зарудчі) — село в Любешовской поселковой общине Камень-Каширского района Волынской области Украины.
До 2020 года входило в Любешовский район.
Код КОАТУУ — 0723186101. Население по переписи 2001 года составляет 1190 человек. Почтовый индекс — 44213. Телефонный код — 3362. Занимает площадь 17,01 км².